# Patricia Hodge
Patricia Ann Hodge OBE, född  29 september 1946 i Cleethorpes i Lincolnshire, är en brittisk skådespelerska.

## Utmärkelser
Hodge har bland annat vunnit ett Laurence Olivier Award för bästa kvinnliga birollsskådespelare 2000.

## Rollista i urval
- 1977 – En livsfarlig man
- 1978 – Edward & Mrs. Simpson (TV-serie)
- 1980 – Elefantmannen
- 1983 – Svek
- 1986 – En hondjävuls liv och lustar (TV-serie)
- 1988 – Sunset
- 1996 – Månstenen (miniserie)
- 2009–2015 – Miranda (TV-serie)
- 2015 – Downton Abbey (TV-serie)
- 2018 – En engelsk skandal (TV-serie)
- 2021 – I vår herres hage (TV-serie) (säsong 2- )